# Нижнесаксонская кухня

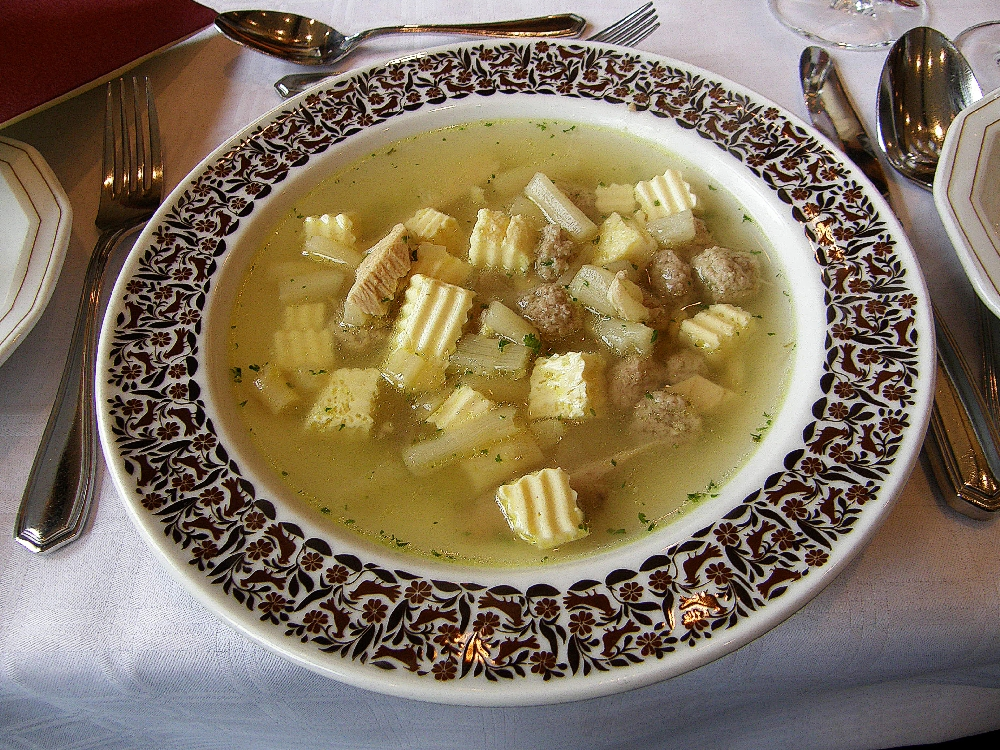
Брамштедтский свадебный суп с мясными фрикадельками, спаржей и руайалем

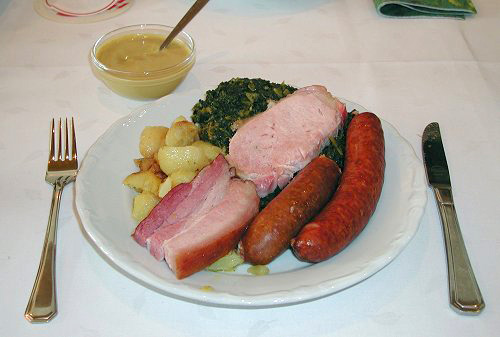
Сытное обеденное блюдо: брегенвурст, касселер, пинкель и свиной шпиг, сервированные с жареным картофелем и грюнколем

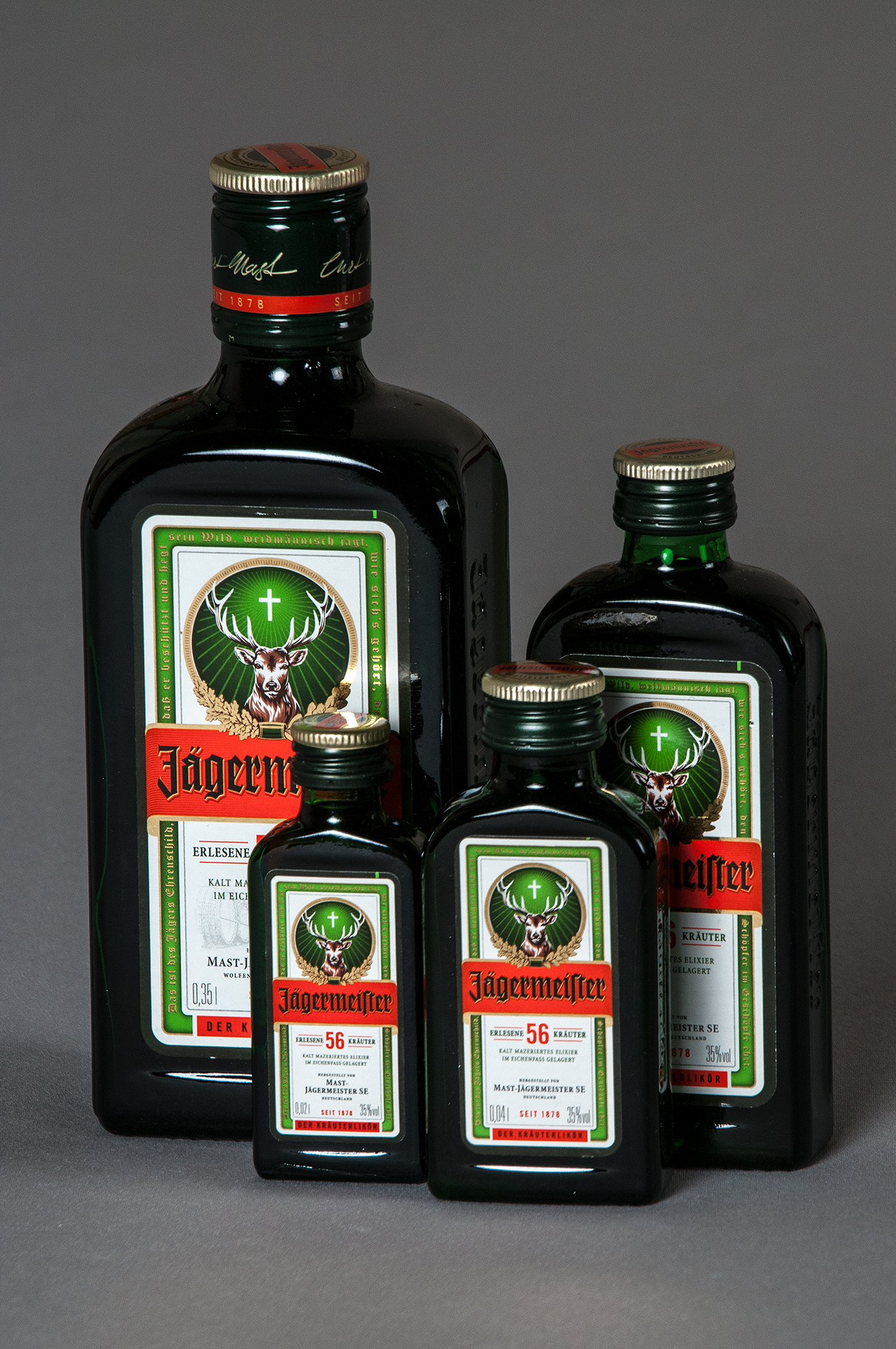
Ликёр «егермейстер»

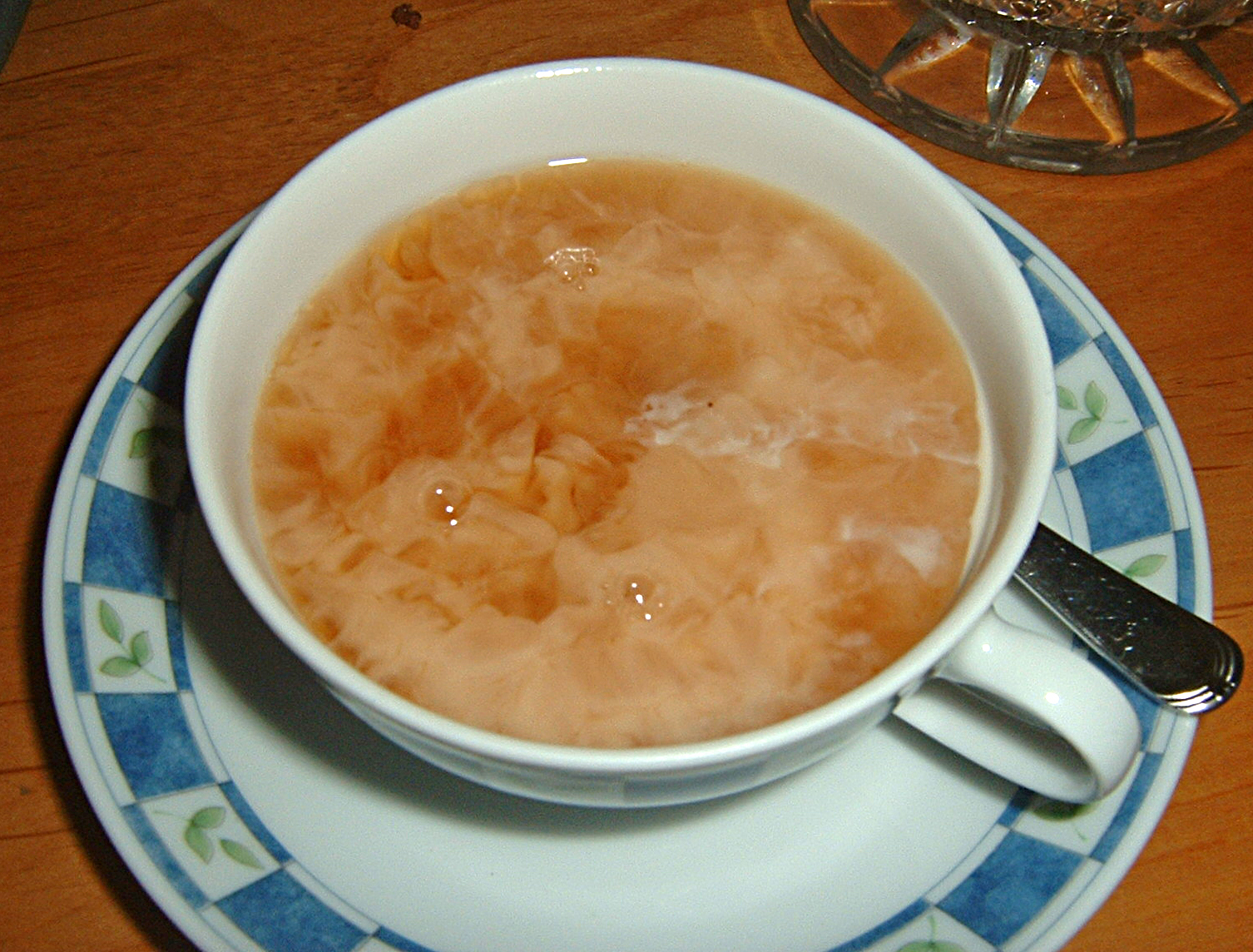
Остфризский чёрный чай со сливками

Нижнесаксонская кухня (нем. niedersächsische Küche) — совокупность частично сходных по своей сытности и исконности региональных кухонь Северной Германии: ольденбургской, брауншвейгской или восточнофризской кухни. Бременская кухня — кухня Бремена и Бремерхафена, городов-анклавов в Нижней Саксонии, незначительно отличается от гастрономических традиций окружающих её территорий, в основном, использованием заморских пряностей. Нижнесаксонскими деликатесами с течением времени стали блюда из недорогих местных продуктов, некогда считавшиеся едой для бедняков, которые теперь ценят за их высокое качество и питательные свойства.
На обед в Нижней Саксонии часто подают первым блюдом суп. Популярностью пользуется свадебный суп. В приморских районах также готовят айнтопф «груши, фасоль и бекон», а также брюквенный айнтопф. На побережье Северного моря на затопляемых морем лугах растёт приморский триостренник, известный также как «трубчатая капуста». Как и из кудрявой капусты, из него готовят густой айнтопф. В Ольденбурге готовят суп из телячьего сердца и телячьей лопатки, называемый «черепаховым», он появился при ольденбургском дворе во времена дефицита черепашьего мяса в связи с континентальной блокадой, объявленной Наполеоном.
На Люнебургской пустоши, в окрестностях Бремена и в Шаумбурге пользуются популярностью колбасы из термически обработанного сырья: брегенвурст, пинкель и книпп, а также блюда из дичи. Международную известность обрела брауншвейгская колбаса. Под Гифхорном и Вольфсбургом осенним фирменным блюдом являются кровяная колбаса поттвурст с квашеной капустой. В Аммерланде коптят нежную и ароматную деликатесную аммерландскую ветчину, которую подают к белой спарже. В нижнесаксонской кухне фигурируют также блюда из похожего на дичь нежирного мяса местной степной овцы, пасущейся не на сочных лугах, а на Люнебургской пустоши, питаясь берёзовыми ростками. В Ганновере из говяжьего языка с мясными фрикадельками, маленькими сосисками и шампиньонами под специальным соусом готовят фирменное блюдо — языковое рагу.
В нижнесаксонской кухне рыбные блюда готовят как из морской рыбы: морской камбалы, сельди, корюшки и атлантической скумбрии, так и из речной: речного угря, ручьевой форели, речного окуня, леща, щуки, судака и карпа. Специалитетом является копчёный угорь из Цвишенанского и Штайнхуденского морей.
Самым популярным гарниром в Нижней Саксонии является картофель, который подают в различных вариациях, в основном, отварным или жареным. Зимой типичным овощем является «ольденбургская пальма» — кудрявая капуста, из которой готовят грюнколь. В Нижней Саксонии популярны развлекательные так называемые «капустные поездки», обязательным пунктом программы которых является обед с грюнколем. В Нижней Саксонии также выращивают спаржу. Похожий на грюнколь гарнир готовят и из «трубчатой капусты».
В Ганновере, Брауншвейге и Бремене пекут серый хлеб герстерброт, тестовые заготовки которого перед выпеканием обжигают над открытым пламенем так, что на нём образуются характерные волдыри, а хлеб приобретает особо хрустящую корочку и дольше сохраняет свежесть. К послеобеденному кофе часто подают масляный пирог, разнообразные торты и другие десерты, например, кремовый «десерт Вельфов». В Эмсланде пекут блины на гречневой муке, в Люнебурге — гречневые торты. В Нижней Саксонии, как и в целом в Германии, кофе предпочитают чаю. В прибрежных регионах, в частности в Восточной Фризии сложилась особая чайная культура: здесь пьют крепкий чёрный чай ассам с леденцовым сахаром и сливками.
На территории Нижней Саксонии размещается множество пивоварен. Три самых старинных, известных ещё со времён Средневековья сорта пива — брауншвейгское «Мумме», госларское «Гозе» и «Дукштайн». С 1935 года в нижнесаксонском Вольфенбюттеле производят настоянный на травах ликёр «егермейстер», ставший самым успешным немецким алкогольным напитком. В 2012 году «Егермейстер» занимал седьмое место в списке ста лучших в мире спиртных напитков премиум-класса. В эмсландском Хазелюнне с XVIII века производят зерновую водку корн. Традиционный алкогольный напиток в Ганновере — лютье лаге из тёмного пива с корном, который пьют одновременно из рюмки и стакана в одной руке так, чтобы корн переливался из рюмки в пивной стакан.